# UFC Fight Night: Stephens vs. Choi
UFC Fight Night: Stephens vs. Choi var en MMA-gala som arrangerades av Ultimate Fighting Championship och ägde rum 14 januari 2018 i Saint Louis i USA. 

## Resultat
1. ↑  Catchweight 150 lbs.'"`UNIQ--ref-00000004-QINU`"'